# Stefan Jambo
Stefan Franz Jambo (* 2. August 1958 in Speyer) ist ein ehemaliger deutscher Fußballspieler.

## Aktive Karriere
Der offensive Mittelfeldspieler begann seine Karriere beim FSV Schifferstadt. 1979 wechselte er in die 2. Bundesliga zum FC 08 Homburg und zwei Jahre später zum 1. FC Saarbrücken, mit dem er 1985 in die Bundesliga aufstieg. Am 10. August 1985 debütierte Stefan Jambo im Spiel gegen Borussia Dortmund in der 1. Liga. 1986 schloss er sich kurzzeitig dem 1. FC Nürnberg an und kehrte danach wieder zum damals ebenfalls erstklassigen FC Homburg zurück, dem er bis 1988 angehörte.
Danach hatte er Engagements beim 1. FSV Mainz 05, dem norwegischen Club Mjøndalen IF und bei Blau-Weiß 90 Berlin, bis er 1992 seine Karriere beendete.
Insgesamt kam Stefan Jambo auf 64 Einsätze in der Bundesliga (er erzielte dort sechs Tore für den 1. FC Saarbrücken, zwei Tore für den FC 08 Homburg und eines für den 1. FC Nürnberg) und 170 Spiele in der 2. Liga.

## Sonstiges
Jambo lebte nach seiner aktiven Karriere einige Jahre in Norwegen, ehe es ihn wieder in seine Heimat nach Schifferstadt zog. Dort trainiert er derzeit den FSV 13/23 Schifferstadt. Er arbeitet zudem wieder in seinem alten Beruf als Fliesenleger und führt in Schifferstadt ein selbständiges Unternehmen.